# Glow In The Dark
「Glow In The Dark」（グロウ・イン・ザ・ダーク）は、吉川晃司が1999年2月24日にリリースした27枚目のシングル。

## 解説
「SPIRIT HIGHER」は、高田延彦リング入場のテーマ曲として使用された。
アルバム「HOT ROD」には若干スローにしたバージョンが収録された。

## 収録曲
1. Glow In The Dark
  - 作詞：松井五郎・吉川晃司／作曲・編曲：吉川晃司
2. Naked
  - 作詞：松井五郎／作曲：吉川晃司／編曲：吉川晃司・片桐久尚
3. SPIRIT HIGHER （Instrumental）
  - 作曲：吉川晃司／編曲：吉川晃司・矢代恒彦
4. Glow In The Dark（オリジナル・カラオケ）
5. Naked（オリジナル・カラオケ）

## 収録アルバム
- Glow In The Dark
  - HOT ROD（1999年）※ALBUM MIXが収録
  - BEST BEST BEST 1996-2005（2005年）※ALBUM MIXが収録
  - SINGLES+（2014年）
- Naked
  - B-SIDE+（2014年）